# Bronson Pelletier
Bronson Pelletier (31 de diciembre de 1986) es un actor de televisión y cine canadiense, es conocido como Jack Sinclair en renegadepress.com (2007) y por su papel como Jared Cameron en la Saga Crepúsculo.

## Filmografía
| Año  | Título                                    | Función          | Notas                             |
| ---- | ----------------------------------------- | ---------------- | --------------------------------- |
| 2005 | Dinosapien                                | Kit Whitefeather | Serie Televisiva                  |
| 2007 | [ renegadepress.com]                      | Jack Sinclair    | Serie de Televisión y de Internet |
| 2009 | The Twilight Saga: New Moon               | Jared Cameron    | Película                          |
| 2010 | The Twilight Saga: Eclipse                | Jared Cameron    | Película                          |
| 2011 | The Twilight Saga: Breaking Dawn - Part 1 | Jared Cameron    | Película                          |
| 2012 | The Twilight Saga: Breaking Dawn - Part 2 | Jared Cameron    | Película                          |

- Datos: Q553106